# Vlajka Jižního Súdánu

Jihosúdánská vlajka
Poměr stran: 1:2

Vlajka Jižního Súdánu je tvořena třemi vodorovnými pruhy: černým, červeným a zeleným, mezi kterými je vždy úzký bílý lem. U žerdi je pak modrý klín se žlutou pěticípou hvězdou cípem k žerdi. Rozložení vodorovných pruhů je podobné jako na keňské vlajce.
Barvy reprezentují národ Jižního Súdánu (černá), krev prolitou při boji za svobodu (červená), úrodnou zemi (zelená) a vody životodárného Nilu (modrá). Zlatá hvězda – tzv. Betlémská hvězda – symbolizuje jednotu států, z nichž se Jižní Súdán skládá.

Rozměry jihosúdánské vlajky
Vlajka jihosúdánského prezidenta Poměr stran: 1:2
Keňská vlajka (pro porovnání) Poměr stran: 2:3

## Historie
Vlajka byla přijata po podepsání Všeobecné mírové smlouvy, která ukončila druhou súdánskou občanskou válku. Původně byla vlajka používána Súdánskou lidově osvobozeneckou armádou. Ačkoliv se vlajka používá již od roku 2005, stát Jižní Súdán vyhlásil samostatnost až v roce 2011.